# Фиренца (округ)
Округ Фиренца (итал. Provincia di Firenze) је округ у оквиру покрајине Тоскана у средишњој Италији. Седиште округа и целе покрајине и највеће градско насеље је истоимени град Фиренца.
Површина округа је 3.514 км², а број становника 980.544 (2008. године).

## Природне одлике
Округ Фиренца се налази у средишњем делу државе и на североистоку Тоскане. Округ је у северном планински (Апенини), док је на југу је област брегова и брда под маслињацима и виноградима. Међутим, посебно је значајан средишњи део у долини реке Арно, који плодан и густо насељен, а ту се налази и град Фиренца.

## Становништво
По последњим проценама из 2008. године у округу Фиренца живи близу милион становника. Густина насељености је велика, нешто близу 280 ст/км². Међутим, она је много већа удолини реке Арно, док је у планинским и брдским крајевима значајно мања.
Поред претежног италијанског становништва у округу живе и велики број досељеника из свих делова света.

## Општине и насеља
У округу Фиренца постоји 44 општине (итал. Comuni).
Најважније градско насеље и седиште округа је град Фиренца (366.000 ст.) у средишњем делу округа, а други по значају и величини је град Емполи (47.000 ст.) у западном делу округа.